# St.-Georgs-Kirche (Wichmannsburg)

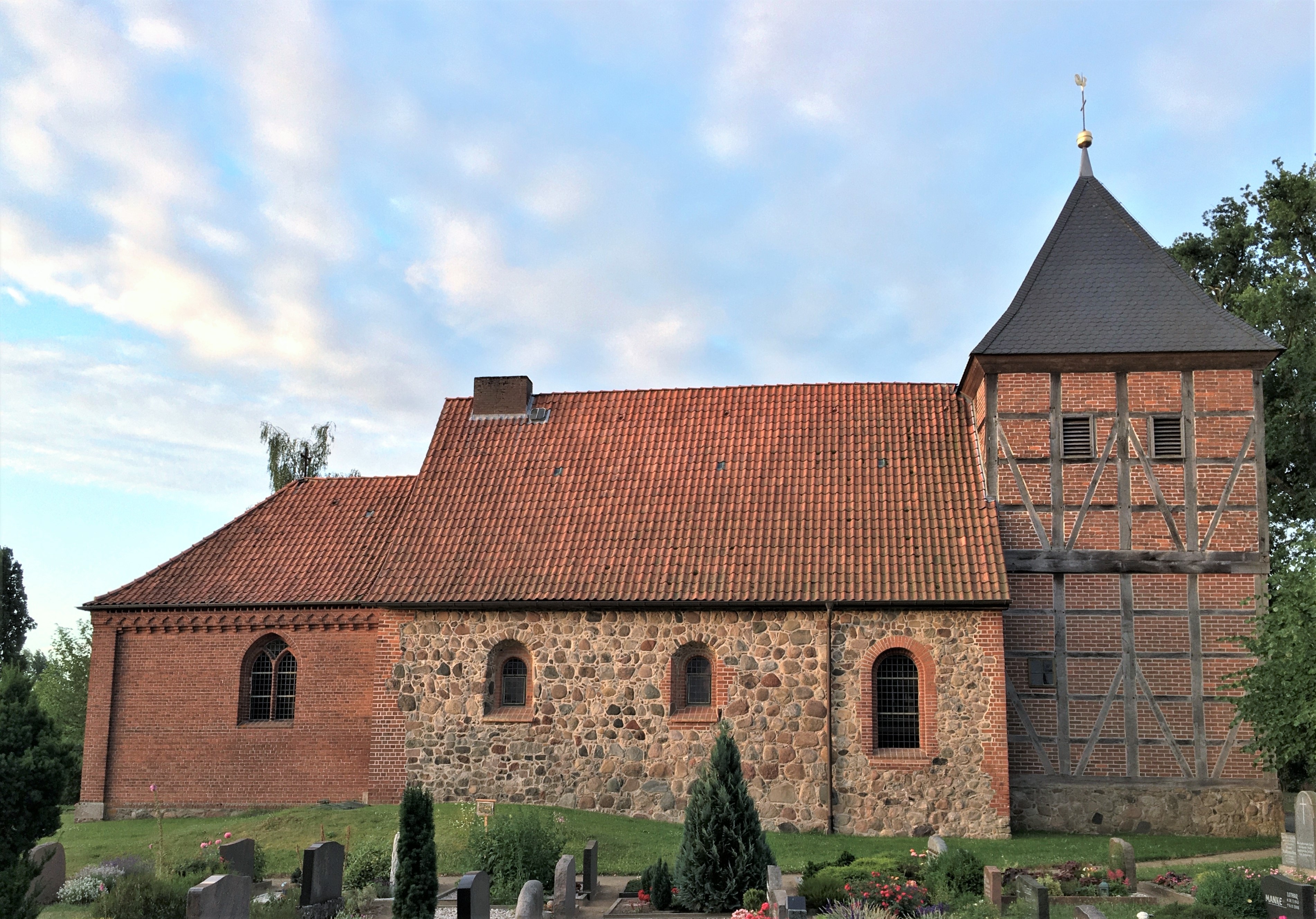
St.-Georgs-Kirche in Wichmannsburg

Die evangelisch-lutherische St.-Georgs-Kirche befindet sich im alten Ortskern Wichmannsburgs, einem Ortsteil der Einheitsgemeinde Bienenbüttel im niedersächsischen Landkreis Uelzen. Die Feldsteinkirche ist im Kern ein einschiffiger romanischer Bau. Durch den wertvollen Wichmannsburger Altaraufsatz wurde die Kirche überregional bekannt.

## Lage
Die St.-Georgs-Kirche befindet sich am nördlichen Rand des alten Wichmannsburger Ortskerns in der niedersächsischen Einheitsgemeinde Bienenbüttel. Sie liegt auf einer kleinen Anhöhe wenige hundert Meter westlich der Ilmenau an der Kreisstraße 1 des Landkreises Uelzen. Zur Straße hin ist die Kirche von einer Feldsteinmauer begrenzt. Direkt nördlich schließt der Friedhof der evangelisch-lutherischen Kirchengemeinde Wichmannsburg mit den Wichmannsburger Kiregsgräberstätten an. In direkter Nachbarschaft befindet sich südlich das Gemeindehaus der Kirchengemeinde. Das zugehörige Wichmannsburger Pfarrhaus liegt wenige hundert Meter südlich von der Feldsteinkirche.

## Geschichte

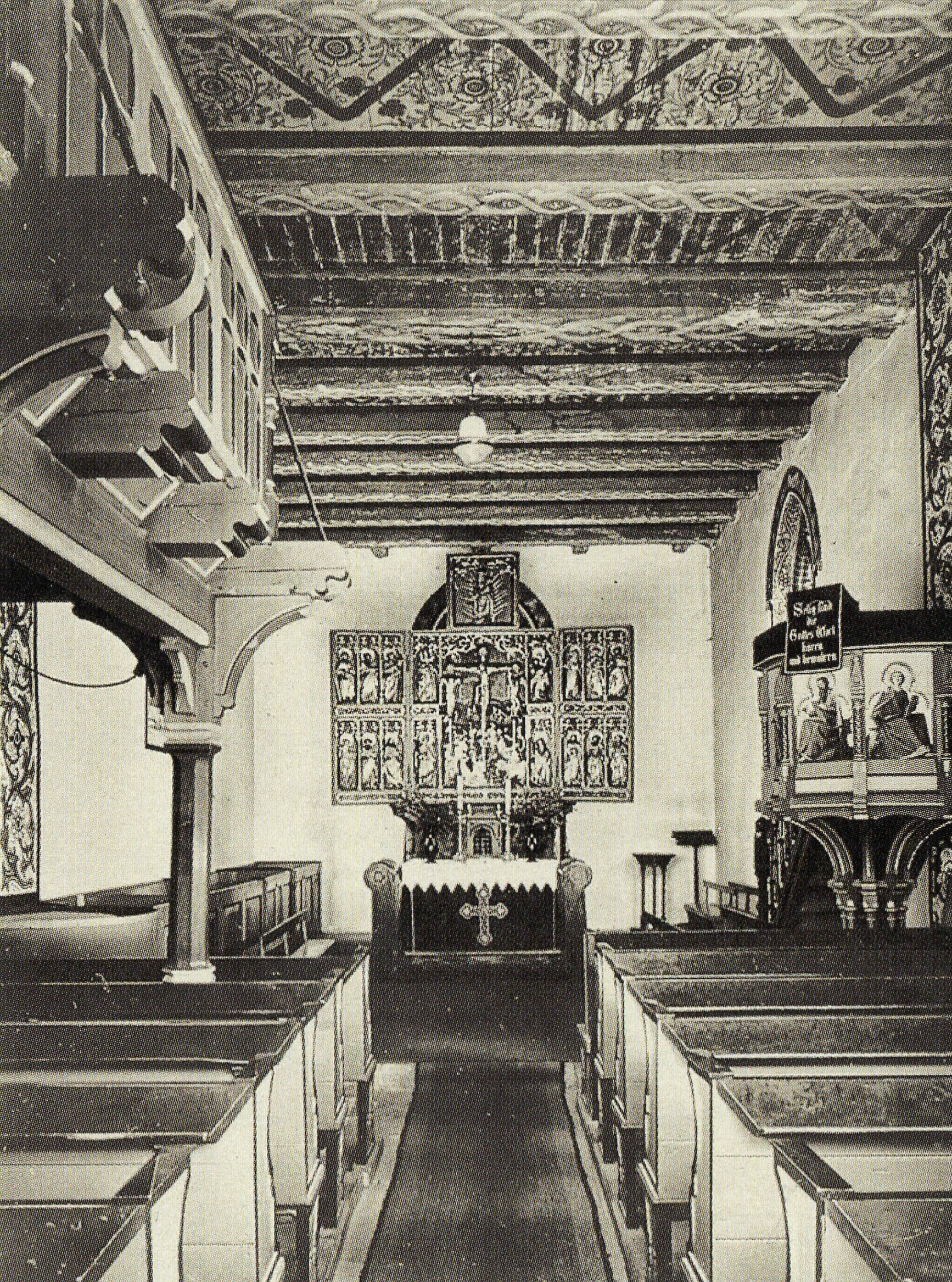
Innenraum nach Umbaumaßnahmen im Jahr 1869

Die älteste urkundliche Erwähnung der St.-Georgs-Kirche stammt aus dem Jahr 1288. Vermutet wird, dass die ursprüngliche Feldsteinkirche im 10. Jahrhundert von Wichmann I. oder vom Kloster Kemnade, welches 967 in Besitz der Wichmannsburg gelangte, erbaut wurde. Da der Einfluss des Klosters Kemnade zunehmend verfiel, erscheint die Erbauung der Kirche vor 1150 stattgefunden zu haben. Die ursprüngliche Gestalt des Kirchbaus ist noch heute an dem Feldsteinmauwerk der Nordwand mit kleinen Rundbogenfenstern zu erkennen.
Die Kirche wurde 1339 zur Patronatskirche des wenige Kilometer südlich gelegenen Klosters in Medingen, zu dem die Gemeinde noch bis 1992 gehörte.
Die St.-Georgs-Gemeinde zählt zu den ersten Gemeinden im Fürstentum Lüneburg, mutmaßlich auch in ganz Norddeutschland, in denen die Reformation eingeführt wurden. Die erste Visitation erfolgte 1530, weitere fanden 1534 und 1543 statt.
Während eines Gottesdienstes stürzte der Vorgängerbau 1659 ein. Daraufhin wurde die Kirche mit vorgesetzter Südwand in Ziegelbauweise und vergrößerten Fenstern wieder aufgebaut. Der baufällige Feldsteinturm an der Westseite wurde im 18. Jahrhundert abgerissen und durch den heutigen zweistöckigen Fachwerkturm ersetzt.
1869 erfolgte eine grundlegende Sanierung der Kirche. Die runde Apsis wurde durch einen quadratischen Chorraum verlängert und der Kircheninnenraum neugotisch gestaltet. 1960 wurde die Empore teilweise abgebaut. Zur Herstellung der ursprünglichen Innengestaltung der Feldsteinkirche wurde die Bemalung der Decke und der Wände entfernt. Zusätzlich wurden die Kanzel, die Orgel und das Gestühl erneuert.
1991 erfolgte die Sanierung des Kirchturms. Von 2001 bis 2002 wurde der Turmhelm vollständig erneuert. Dabei wurde der Kirchturm auch mit einer neuen Spitze ausgestattet.

## Baubeschreibung

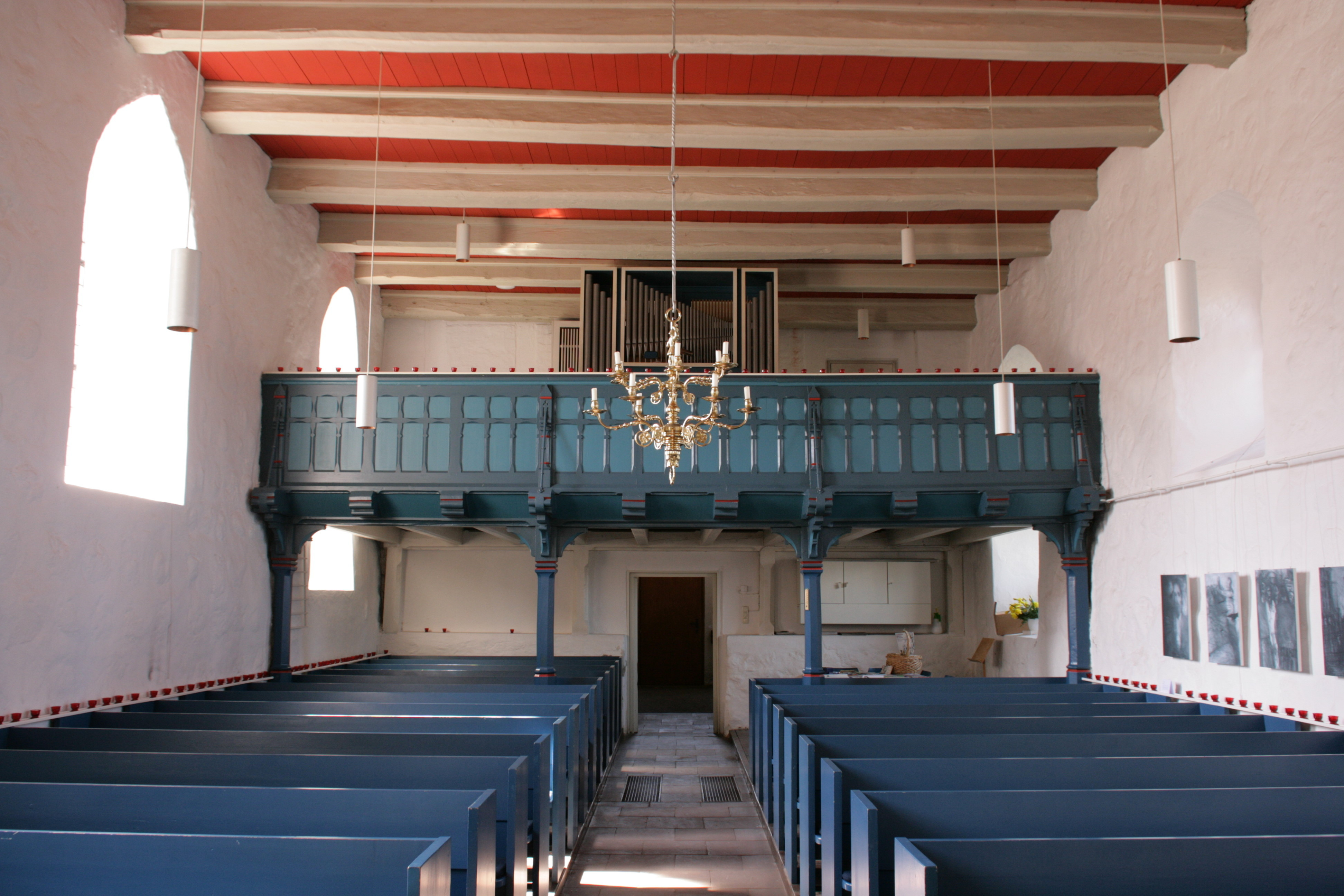
Blick in den Innenraum Richtung Empore

Das Bauwerk besitzt Elemente aus verschiedenen Epochen. Der zweigeschossige in Fachwerkbauweise errichtete Kirchturm enthält an der Westfassade den Haupteingang und besitzt ein mit Schieferplatten gedecktes pyramidenförmiges Dach. Die goldfarbene Turmspitze setzt sich aus einer Kugel, einem Kreuz und einem Wetterhahn zusammen. Der Turm ruht auf einem Feldsteinfundament und in der Eingangshalle des Turms sind noch heute Reste des ursprünglichen Feldsteinturms erhalten.
Die Nordwand des Langhauses ist ein Feldsteinmauerwerk mit kleinen romanischen Fenstern. Lücken im Feldsteinmauerwerk wurden mit Ziegelsteinen vervollständigt. Die Südfassade wurde im Stil der Gotik aus Ziegelsteinen mit großen spitzbogenförmigen Fenstern errichtet. Der gotische Chorraum ruht, wie der Fachwerkturm, auf einem Fundament aus Feldsteinen. Der Chor weist einen quadratischen Grundriss auf und ist mit Spitzbogenfenstern ausgestattet. In der Südwand des Chorraums befindet sich ein Nebeneingang. Die Dächer des Langhauses und des Chorraums sind mit roten Ziegeln gedeckt. Auf dem Dach des Chors ist ein kleines Kreuz befestigt.
Die Wände im romanischen Kirchenschiff sind weiß angemalt. Die hölzerne Empore und die Kirchenbänke sind in einem helleren Blauton gehalten. Die rote Holzdecke wird von weißen Querbalken getragen. Der Altartisch mit gotischem Schnitzaltar steht mittig im Chorraum. Die Empore, auf der sich auch die Orgel befindet, kann über eine Treppe im Kirchturm erreicht werden.

## Altarretabel

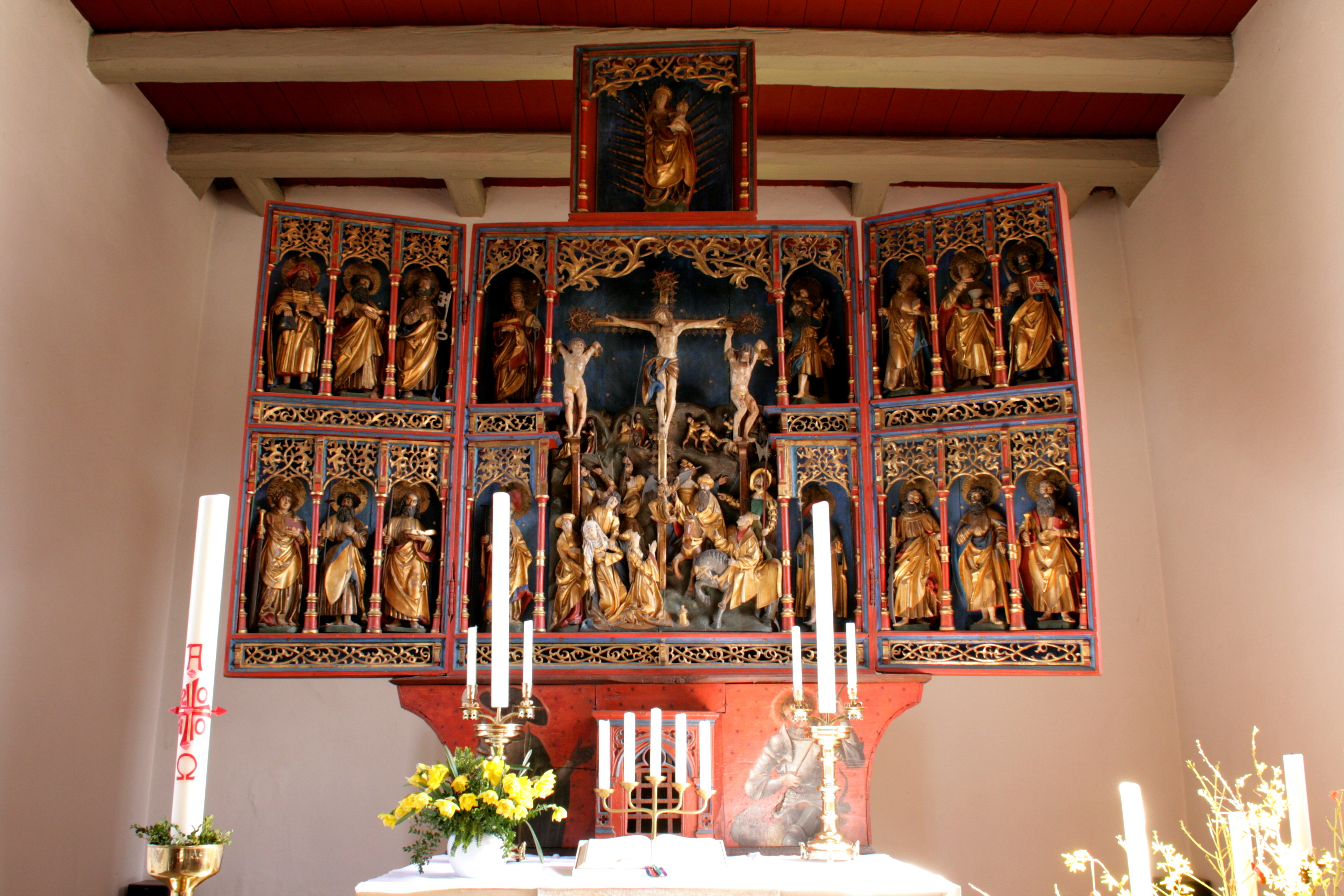
Wichmannsburger Altarretabel aus dem 16. Jahrhundert

Das Wichmannsburger Altarretabel ist ein wertvoller gotischer Altaraufsatz aus dem frühen 16. Jahrhundert. Es stand ursprünglich in der Klosterkirche St. Mauritius in Medingen und gelang wohl spätestens im 18. Jahrhundert nach Wichmannsburg. Der Flügelaltar gliedert sich in einen Schrein mit zwei Seitenflügeln, der auf einer Predella sitzt und von einem Aufsatz mit einem Marienbildnis gekrönt wird. Zentrales Thema des Retabels ist die Kreuzigung Jesu, die im Mittelbild des Schreins figurenreich dargestellt ist.

## Geläut

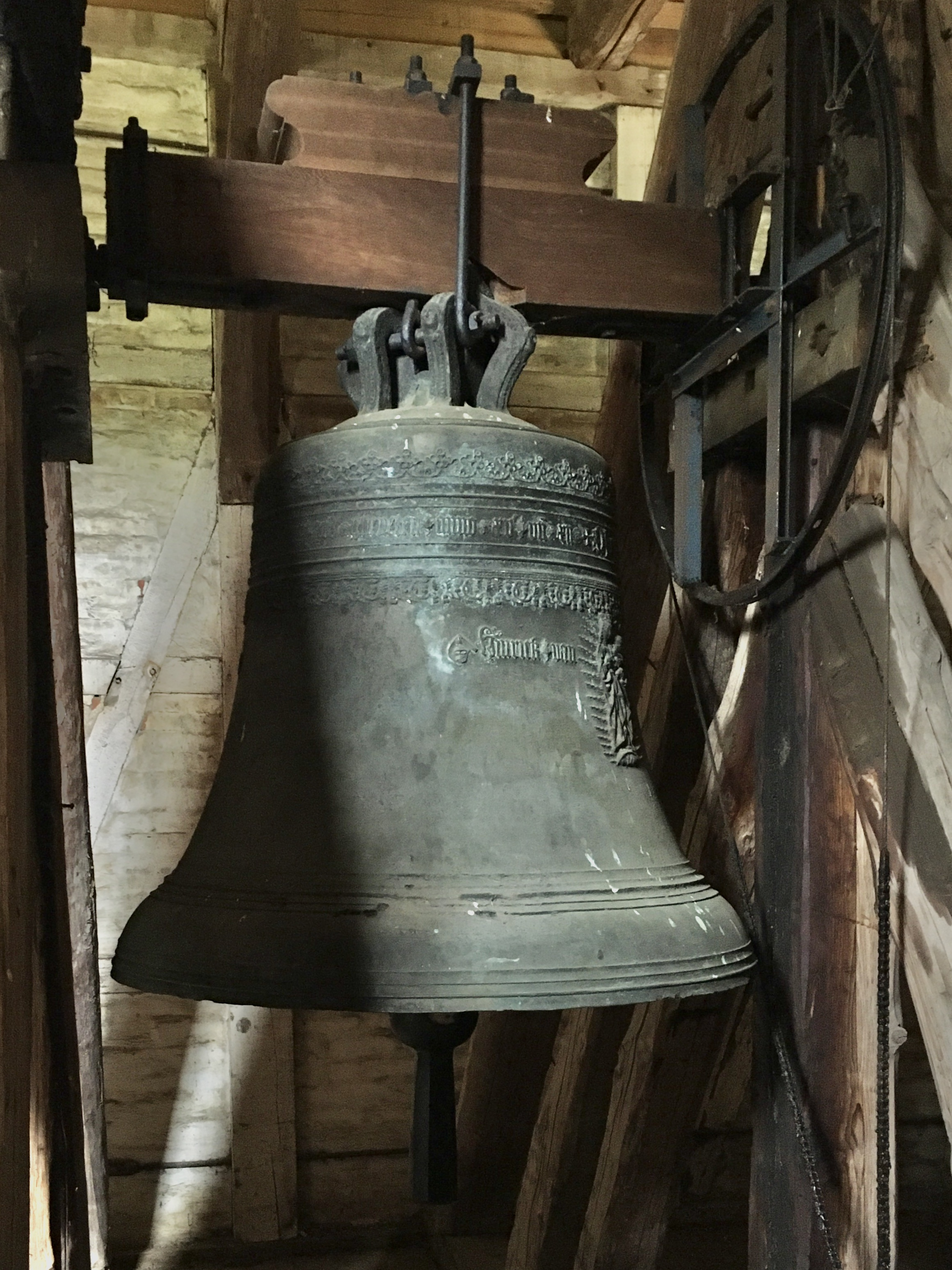
Kirchglocke aus dem Jahr 1512

Die noch heute erhaltene Kirchglocke wurde auf Veranlassung des damaligen Pastors Hinrich Möller 1512 in der Werkstatt des Meisters Heinrich von Kampen in Lübeck gegossen. Auf der Glocke sind der Name, das Wappen und das Porträt des Pastors Möller notiert. Ein Relief auf der Glocke zeigt zusätzlich ein Marienbildnis mit dem Jesuskind. Das heutige Läutwerk wurde 1938 eingebaut.

## Pfarrhaus
Das Wichmannsburger  Pfarrhaus wurde 1808 erbaut und steht heute unter Denkmalschutz. Das Pfarrhaus gilt als wichtiges und frühes Beispiel einer geglückten vollständigen Trennung in Wohn- und Wirtschaftsgebäude. Andere vergleichbare Pfarrhäuser, die ausschließlich als Wohngebäude dienten, wurden in der Region erst Jahrzehnte später gebaut. Das Pfarrhaus ist ein zweistöckiger Fachwerkbau mit Krüppelwalmdach. Es ist heute stark sanierungsbedürftig und steht derzeit leer.

## Kirchliche Organisation
Seit 1992 ist die evangelisch-lutherische St.-Georgs-Kirchengemeinde eine eigenständige Kirchengemeinde. Zu ihr gehören neben Wichmannsburg auch Hohnstorf, Edendorf mit Solchstorf, Bargdorf und der westliche Teil Bienenbüttels. Hohnstorf, Edendorf und Bargdorf zählte bereits vor der Reformation zu der Kirchengemeinde. 2014 hatte die Kirchengemeinde circa 1600 Mitglieder.
Innerhalb der Kirchengemeinde gab es nur in Hohnstorf mit einer kleinen Kapelle einen weiteren Gottesdienstraum. Die Kapelle wurde erstmals 1345 erwähnt, im Dreißigjährigen Krieg verwüstet und schließlich 1666 abgerissen.

## Persönlichkeiten
Der Theologe und Kirchenhistoriker Karl Kayser war von 1871 bis 1877 Pastor der St.-Georgs-Kirche. Während seiner Tätigkeiten in Wichmannsburg setzte er sich mit der Geschichte Wichmannsburgs sowie Bienenbüttels auseinander. Nachdem er Wichmannsburg bereits verlassen hatte, veröffentlichte Kayser 1878 das Werk Chronik des im hannoverschen Amte Medingen belegenen Kirchspiels Wichmannsburg, seine erste Veröffentlichung überhaupt. Darin erörterte er die Geschichte Wichmannsburgs und der St.-Georgs-Kirche sowie der zugehörigen Dörfer. Aufgrund der umfangreichen Analyse mit einer Vielzahl an Quellenangaben zählt dieses Werk heute zu den wichtigsten Publikation zur Geschichte Bienenbüttels.

## Touristische Bedeutung
Die St.-Georgs-Kirche befindet sich direkt an der „Via Scandinavica“, einem Abschnitt des Jakobswegs. Die Feldsteinkirche ist des Weiteren eine Station verschiedener Fahrradtouren. Hierzu zählen der Weser-Harz-Heide-Radfernweg und der Ilmenau-Radweg.